# Henry S. De Forest
Pour les articles homonymes, voir Forest.
Henry Schermerhorn De Forest (16 février 1847, Schenectady - 13 février 1917, Schenectady), est un homme politique américain.

## Biographie
Élève de l'Eastman Business College, il est maire de Schenectady de 1885 à 1887, puis de 1889 à 1891.
En 1911, il est élu à la Chambre des représentants des États-Unis.

## Sources
- (en) Cet article est partiellement ou en totalité issu de l’article de Wikipédia en anglais intitulé « Henry S. De Forest » (voir la liste des auteurs).